# Barnstorf (Uehrde)

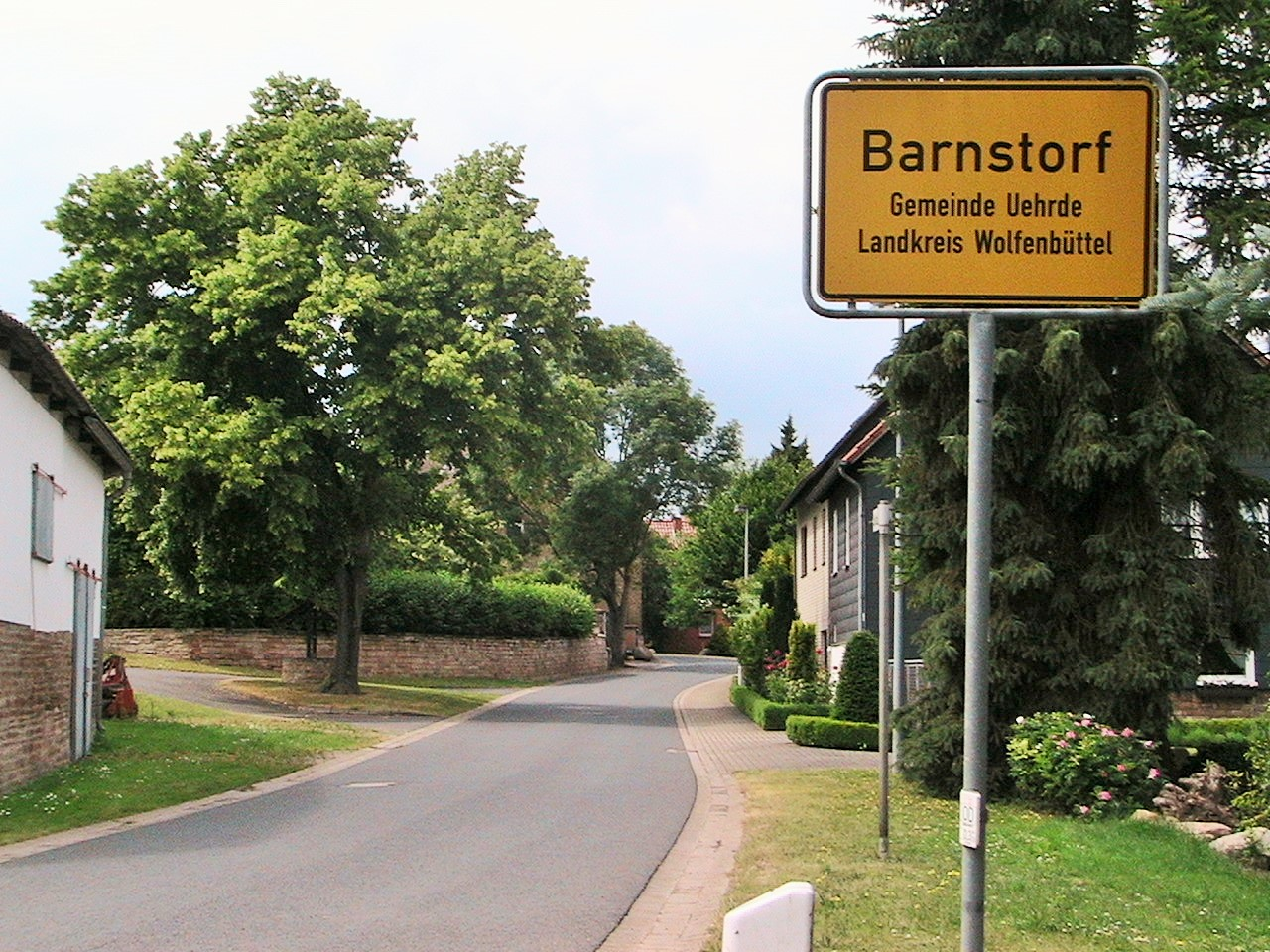
Ortseingang aus Richtung Osten

Barnstorf ist ein Ortsteil der niedersächsischen Gemeinde Uehrde im Landkreis Wolfenbüttel.

## Geographie

### Geographische Lage
Barnstorf liegt am tiefsten Punkt zwischen den beiden zusammenhängenden Höhenzügen Asse (mit dem vorgelagerten Mühlenberg bei Uehrde) und dem Heeseberg, dessen Ausläufer, der Große Berg, direkt vor Barnstorf liegt. Diesen Tiefpunkt durchfließt die Soltau von Norden nach Süden. Das Dorf ist überwiegend landwirtschaftlich geprägt. Am nördlichen Dorfrand erstreckt sich ein Gelände, das bis ins 18. Jahrhundert hinein ein ausgedehnter Teich war. Der Barnstorfer Salzteich lag über einem Salzdom, der lange Zeit die Förderung von Salz möglich machte. Heute existiert nur noch die Barnstorfer Salzwiese, auf der zahlreiche typische Salzpflanzen wie der Queller, das Andelgras und die Strandaster beheimatet sind. Die Strandaster bildet seit 1991 auch das Motiv des Dorfwappens.
Neben der Soltau, die nordöstlich am Dorf vorbeifließt, gibt es noch einen zweiten Bach, der südlich durchs Dorf fließt und kurz nach dem Ortsausgang in die Soltau mündet. Er hat gleich drei Namen: in Uehrde, dem Hauptort der Gemeinde, heißt er Westerbach, in Barnstorf heißt er Harbke (auch Harbkebach; früher niederdeutsch Harbeeke). Nach ihm ist auch der Harbkeweg benannt. Im Alltag nennen die Barnstorfer den Bach aber nur die "Rote". Der Name stammt aus der Zeit, als die Einwohner im Harbke den Flachs rotteten, um daraus Leinen zu gewinnen.
Zwischen Barnstorf und Warle befindet sich eine kleine, sumpfige Fläche. Der Volksmund nennt sie „die Grundlose“. Vor der Jahrhundertwende hatte man hier einen Brunnen für die Zuckerfabrik Watenstedt angelegt. Viele Sagen ranken sich um dieses Gebiet.

### Nachbarorte
| Watzum      | Warle                                       | Ingeleben   |
| Uehrde      | Kompassrose, die auf Nachbargemeinden zeigt | Watenstedt  |
| Winnigstedt |                                             | Gevensleben |

## Geschichte
Erstmals schriftlich erwähnt wird Barnstorf 966 in einer Urkunde als "Bernsherdestorp", das bedeutet Bernhards Dorf. Die Urkunde bestätigt die Schenkung eines Gutes von Otto I. an den Grafen Mamaco. Zuvor war der Ort im Besitz der Moritzkirche zu Magdeburg. 1226 hieß der Ort Bernestorpe. Später findet man auch die Varianten "Barnsdorp" und "Barnstorff".
Die Ursprünge des Dorfes liegen länger zurück als die erste Erwähnung. Vermutlich entstand Barnstorf im 8. Jahrhundert, zu Zeiten der fränkischen Eroberungszüge in Sachsen. Die Franken erschlossen damals in ganz Sachsen zahlreiche neue Siedlungen, zum großen Teil mit den Endungen -dorf, -torf. Die Gegend um Barnstorf dürfte vor der Erschließung überwiegend bewaldet gewesen sein. Neben Barnstorf wurden auch das Nachbardorf Bistorf und das Gehöft (oder Dorf) Meerdorf erschlossen. Beide Siedlungen fielen aber später wüst und gehören heute zur Barnstorfer Feldmark. 
Eine wichtige Bedeutung für Barnstorf hatte der Salzteich. Dieser Teich war früher 156 Morgen groß, verlandete aber mehr und mehr. Um 1835 war der Salzteich weitgehend zu Wiesen und Weiden geworden. Geblieben ist die Barnstorfer Salzwiese, die heute als Naturschutzgebiet ausgewiesen ist. Von den Solequellen hat auch der Bach Soltau seinen Namen, an dem das Dorf liegt (Solt = niederdeutsch für "Salz"). Die Solequelle war lange Zeit die Grundlage für die Salzgewinnung in Barnstorf. Die Saline, die auf einer von der Soltau umflossenen Insel lag und auf alten Karten als "Salzkote" verzeichnet ist, war unter anderem im Besitz der Wolfenbütteler Herzöge, bis die Solequelle mehr und mehr versiegte und die Saline 1743, nach mehr als 400 Jahren ihren Betrieb einstellte.
In Barnstorf stehen noch heute die Gebäude des fürstlichen Vorwerks. Wie schon die Saline, so waren auch die Ländereien im Besitz der Herzöge von Braunschweig-Wolfenbüttel. Bis 1937 war das Vorwerk eine staatliche Domäne, verwaltet durch einen Oberamtmann. Dann wurde die Domäne aufgesiedelt. Das Ackerland bekamen Bauern aus anderen Dörfern der Region, die wegen der Bauprojekte Mittellandkanal und Stahlwerke "Hermann-Göring-Werke" Salzgitter ihr Land abgeben mussten. Die Neusiedler mussten etwas außerhalb des Dorfes ihre Höfe im Stil von eingeschossigen norddeutschen Hallenhäusern errichten, die allerdings für die Region eher untypisch sind und noch heute eine Besonderheit darstellen.
Nach Einführung der vierstelligen Postleitzahl 1962 im Bereich der Deutschen Bundespost erhielt Barnstorf zunächst die Postleitzahl 3339, die auch im Bereich Jerxheim galt. Ende der 1970er Jahre wurde Barnstorf dem Bezirk Schöppenstedt zugeordnet und erhielt die Postleitzahl 3307, die dann 1993 auf die 38170 umgestellt wurde. Vor Einführung der vierstelligen Postleitzahl schrieb man als Adresse "Barnstorf bei Schöningen".

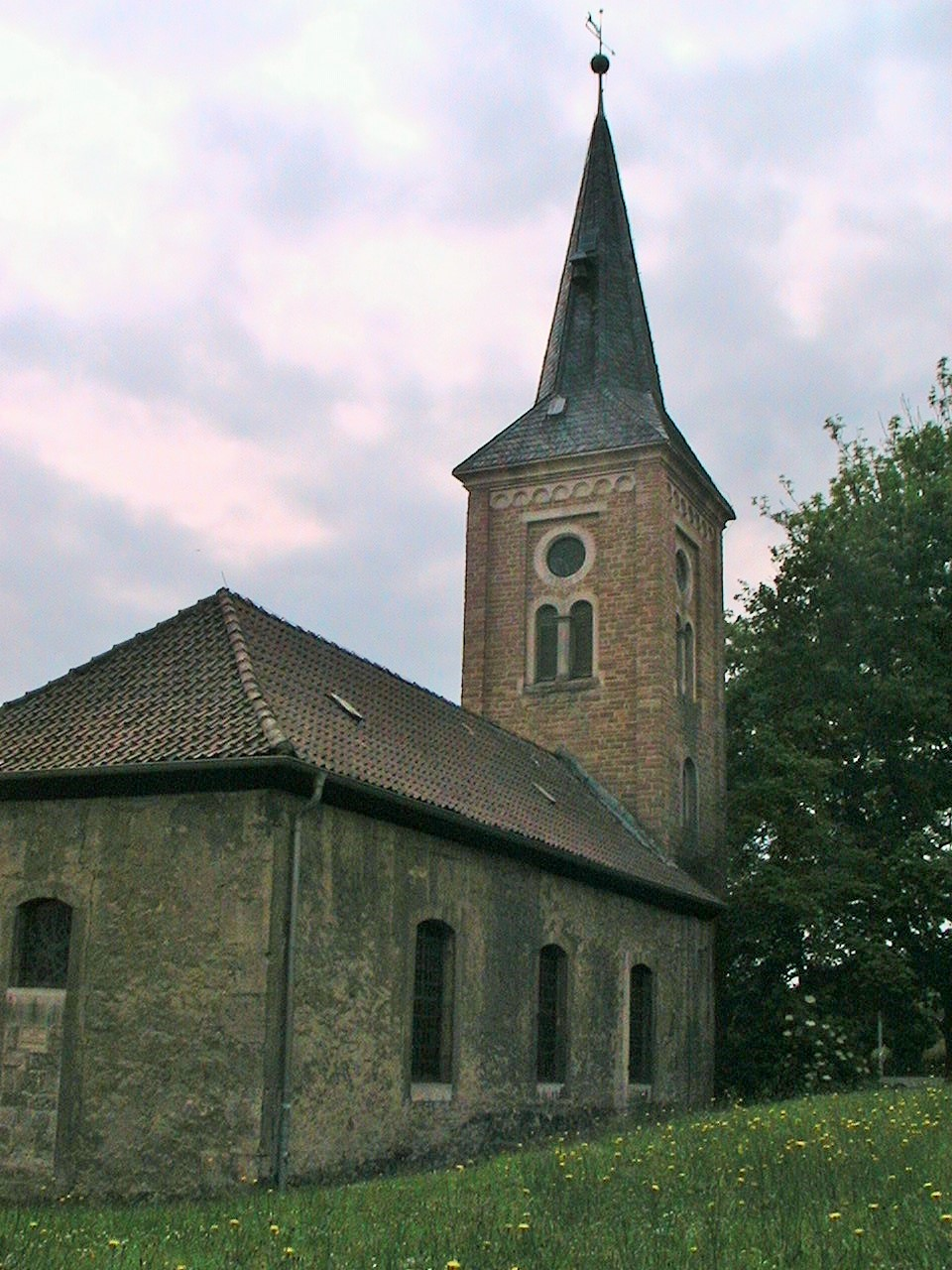
Kirche mit Turm von 1872

## Religion
Ältestes Gebäude in Barnstorf ist die Kirche. Der älteste Teil stammt aus dem 12. bis 13. Jahrhundert. 1511 wurde die Kirche erweitert und bekam 1872 einen neuen Turm. Dieser Turm sollte der Anfang für einen kompletten Neubau sein, für den schon Pläne vorlagen. Dazu kam es aus aber aus Kostengründen nicht. Das alte Kirchenschiff blieb erhalten. Das Uhrwerk wurde 1912 von der Firma J. F. Weule aus Bockenem im Ambergau bei Hildesheim eingebaut. Die Gewichte werden noch wie zu Beginn per Hand mit einer Kurbel aufgezogen und die Uhr wird auch händisch gestellt. Die beiden Glocken stammen von 1924, ebenfalls von der Firma Weule. Die ersten Glocken, vermutlich aus Bronze, wurden im Ersten Weltkrieg ausgebaut und dienten als Rohstoff, der sogenannten "Metallspende des deutschen Volkes", für die Rüstungsindustrie. Ein Schicksal, das fast alle Kirchenglocken der Zeit ereilte. Die jetzigen Glocken von 1924 sind entweder aus Eisen oder Stahl, vermutlich aus Eisen, da die Firma Weule in der Zeit nach dem Ersten Weltkrieg fast ausschließlich Eisenhartgussglocken herstellte. Sie wurden inzwischen mit einer Rostschutzfarbe bestrichen.  
Seit der Reformation ist Barnstorf evangelisch-lutherisch ausgerichtet. Die Kirchengemeinde war seitdem Filiale von Watenstedt. Obwohl Barnstorf kommunalrechtlich seit je her zum Kreis Wolfenbüttel gehört, ist das Dorf kirchenrechtlich der Propstei Helmstedt zugeordnet. Bis 2018 war Barnstorf eine eigenständige Kirchengemeinde und gehörte zum Pfarrverband Watenstedt. Seit der Strukturreform der Braunschweigischen Landeskirche 2018 bilden die Kirchengemeinden des bisherigen Pfarrverbandes Watenstedt die gemeinsame Kirchengemeinde "St. Stephan am Großen Bruch". Ihr gehören neben Barnstorf und Watenstedt noch die bisherigen Kirchengemeinden Gevensleben und Ingeleben an. Die fusionierte Kirchengemeinde gehört seitdem zum Pfarrverband Helmstedt-Süd.

## Politik
Seit der Gemeindereform, die am 1. März 1974 in Kraft trat, ist Barnstorf keine eigenständige Gemeinde mehr. Zusammen mit den Dörfern Uehrde, Watzum und Warle bildet es innerhalb der Samtgemeinde Elm-Asse die Gemeinde Uehrde.
Die politische Vertretung wird vom Rat der Gemeinde Uehrde gemeinsam für alle Ortsteile wahrgenommen. Bürgermeister ist Michael Klopp.

### Wappen
Seit 1991 besitzt Barnstorf ein Wappen. Es zeigt im blau-gold gespaltenen Schild in gewechselten Farben eine Strandaster, die auf der Salzwiese zuhause ist. Die Zweiteilung des Wappens erinnert an das Dorf Bistorf, das vom 13. Jahrhundert bis 1313 urkundlich erwähnt wurde, bevor es wüstfiel. Die braunschweigischen Landesfarben Blau und Gelb (=Gold) stehen für die jahrhundertelange Zugehörigkeit zum Lande Braunschweig, woran auch das Wappen von Herzog Heinrich Julius an der ehemaligen Domäne-Scheune erinnert. Der Entwurf des Wappens stammt vom Braunschweiger Heraldiker Arnold Rabbow.

## Kultur und Sehenswürdigkeiten
- Die Kirche von Barnstorf, in Teilen aus dem 12. Jahrhundert, ist das älteste Gebäude des Ortes.
- Das Wohnhaus des früheren fürstlichen Vorwerks (Domäne) entstand im 18. Jahrhundert als eingeschossiger Bau aus Rogenstein mit hofseitigem Zwerchhaus. Die große Scheune des Vorwerks gehört zu den größten und ältesten Gebäuden des Dorfes. An einer Seite befindet sich ein Gedenkstein des Herzogpaares Heinrich Julius und Elisabeth aus dem Jahre 1611. Er dokumentiert die jahrhundertelange Dominanz der Wolfenbütteler Herzöge als größte Grundbesitzer. Das Kammervorwerk besaß um 1800 neben 458 Morgen Acker und 77 Morgen Wiesen auch erhebliche Teichflächen.

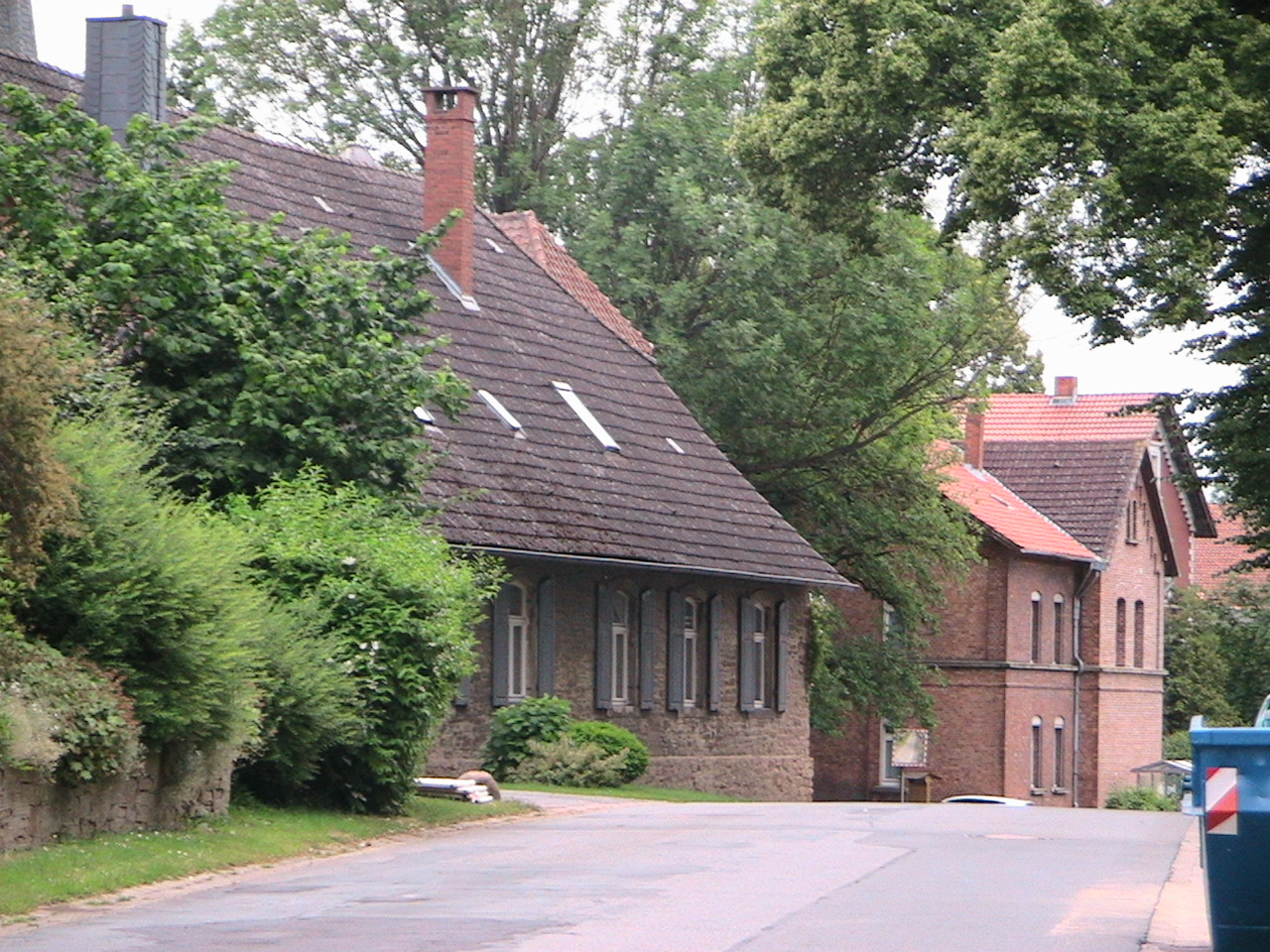
Wohn- und Wirtschaftsgebäude des ehem. fürstl. Vorwerks (Domäne), dahinter das alte Schulgebäude
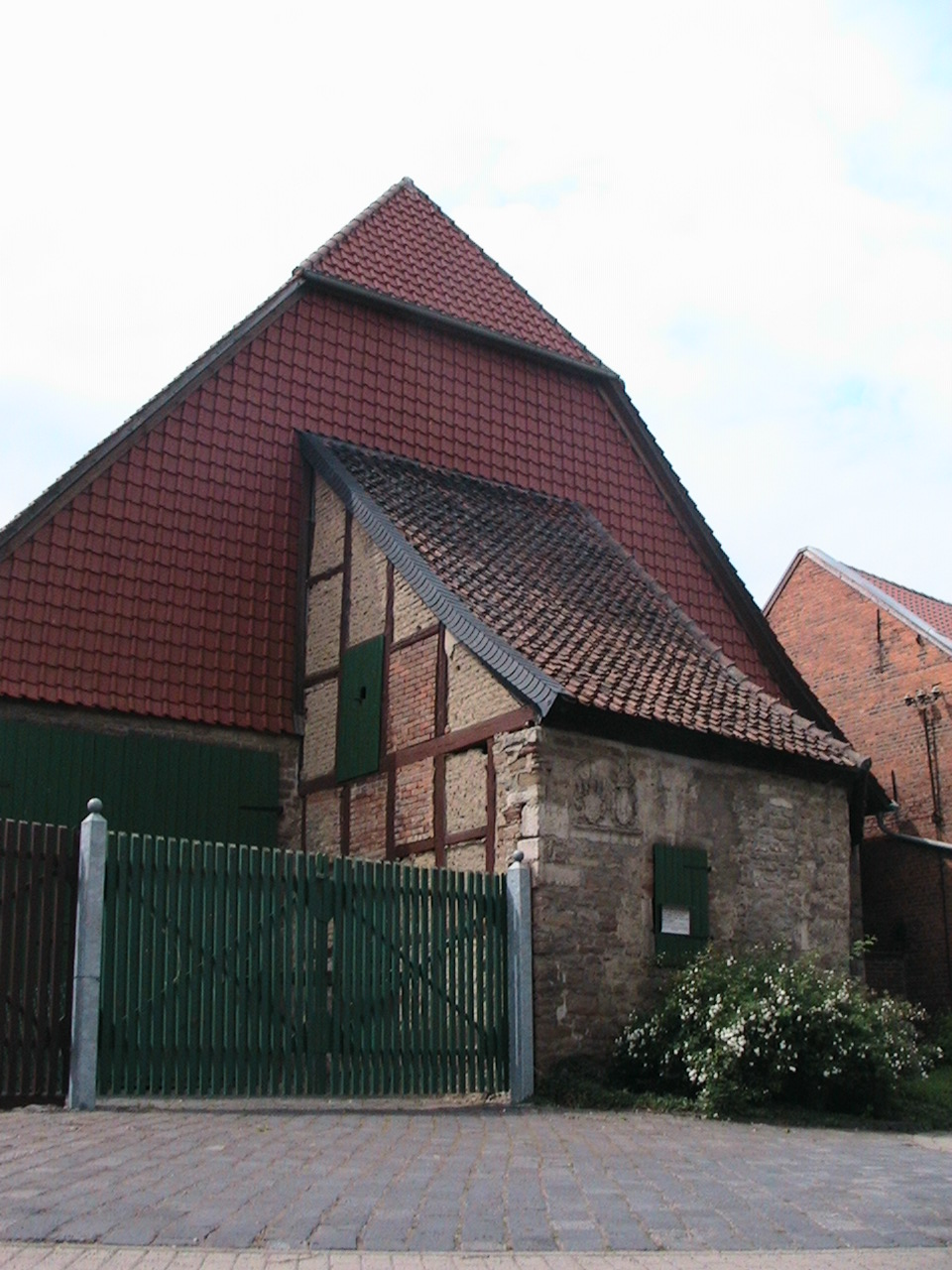
Ehemalige Vorwerksscheune mit Herzogswappen
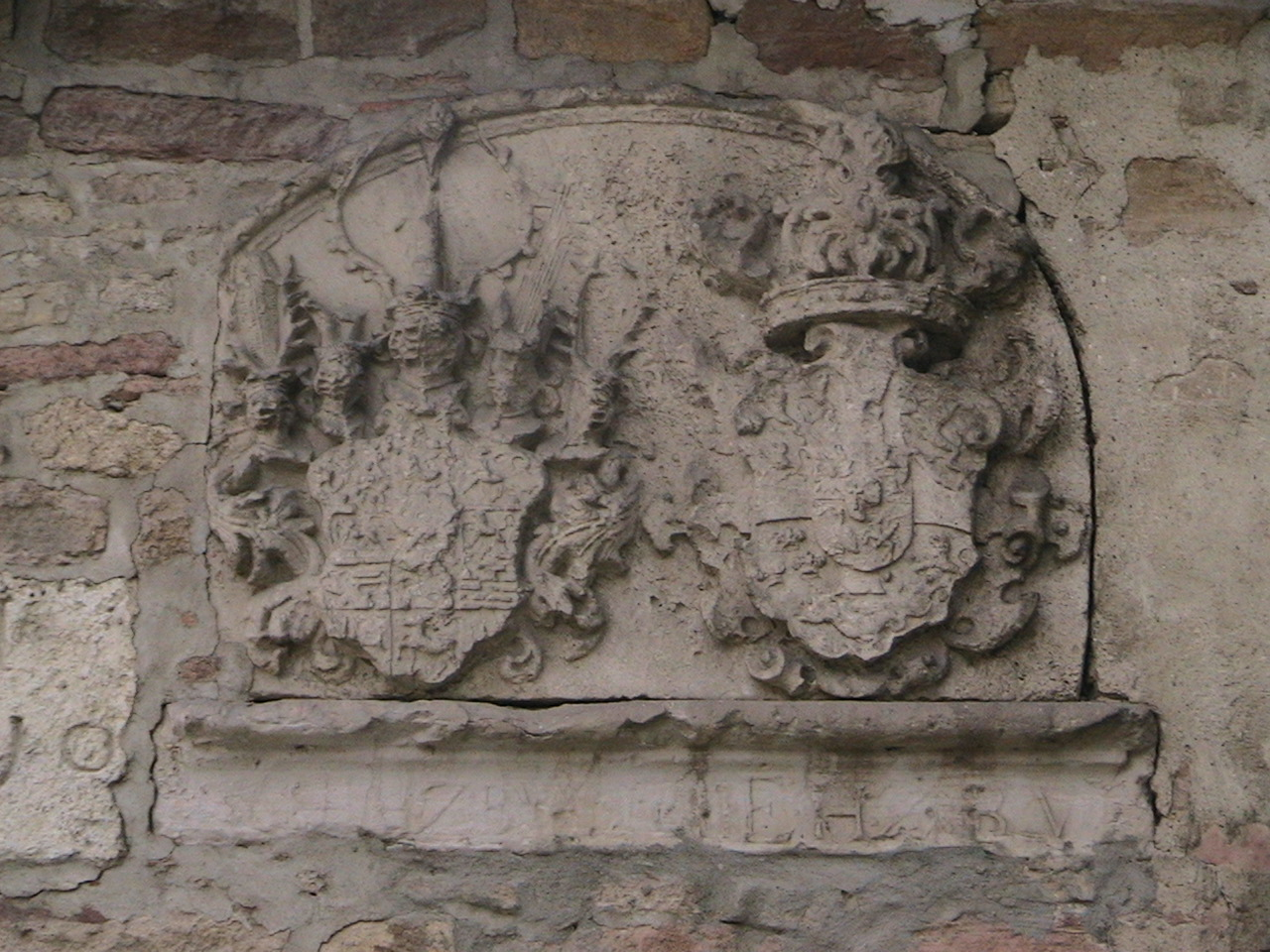
Wappen von Herzog Heinrich Julius von Braunschweig an der ehemaligen Vorwerksscheune
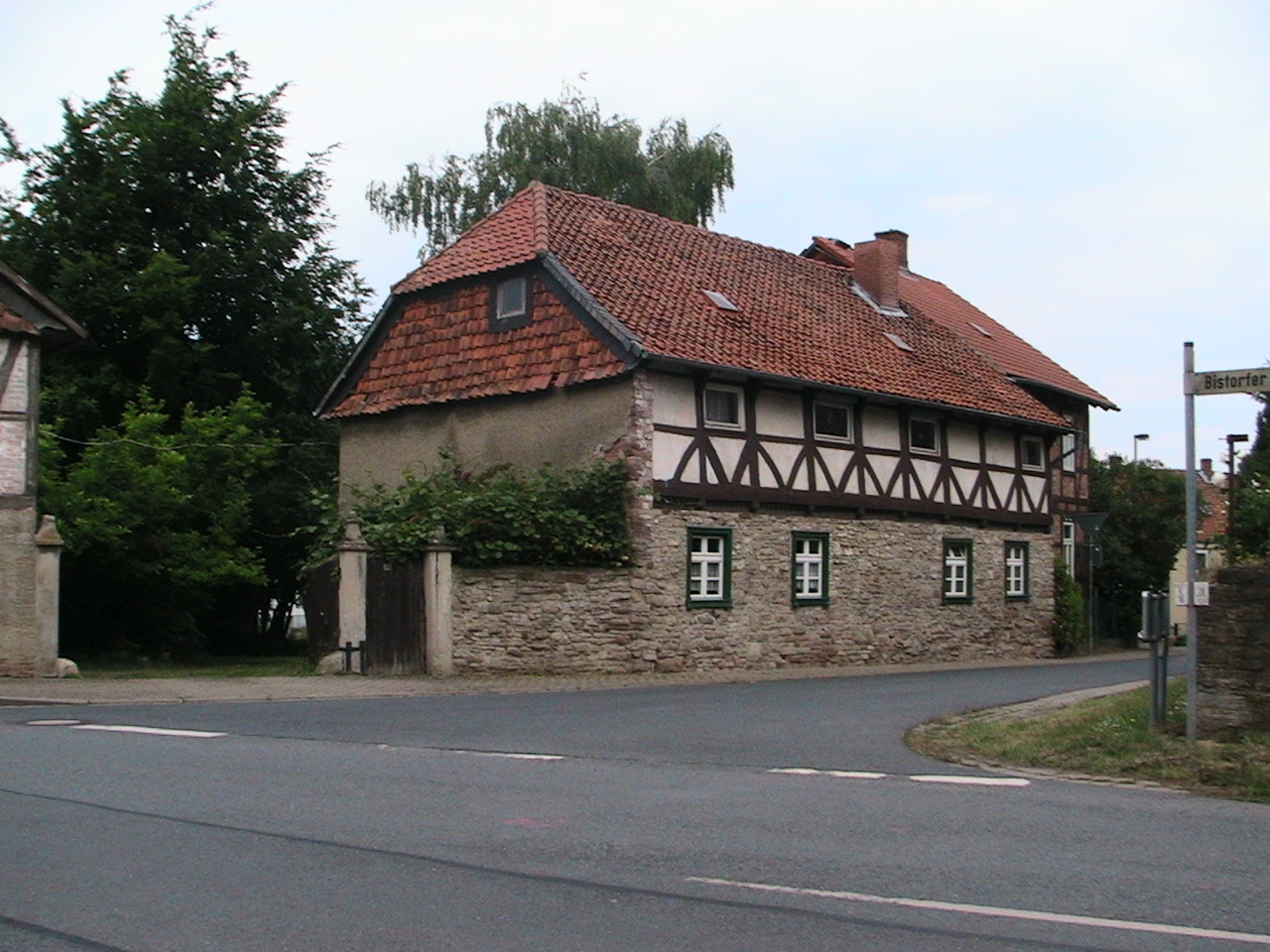
Ältestes Wohnhaus des Dorfes

## Wirtschaft und Infrastruktur

### Unternehmen
Neben den ansässigen Landwirtschaftsbetrieben gibt es in Barnstorf noch einige Handwerksbetriebe: 
- Eine Bäckerei befindet sich im ehemaligen Gemeinde-Backhaus aus dem 19. Jahrhundert. Die Bäckerei versorgt werktäglich auch viele Nachbardörfer mit Backwaren.
- Ein Catering-Unternehmen hat in Barnstorf seinen Sitz. Größte Bekanntheit hat es durch die sogenannte "VW-Currywurst", die es regelmäßig vor dem Wolfsburger Volkswagenwerk verkauft.[6] Außerdem betreibt das Unternehmen Glühweinstände auf Weihnachtsmärkten.
- Eine Tischlerei existiert seit 1865 als Familienbetrieb, der außerdem ein Bestattungsinstitut mit Sitz in Schöppenstedt betreibt.[7]
- Es gibt eine Restaurierungswerkstatt, deren Inhaber alte Möbelstücke wiederaufarbeitet und Einzelstücke in Handarbeit herstellt.[8]

### Verkehr
Unmittelbar östlich des Orts verlief die mittlerweile stillgelegte Bahnstrecke Wolfenbüttel–Oschersleben.

### Traditionen und regelmäßige Veranstaltungen
Volksfest
In Barnstorf feiern die Einwohner jeden Sommer ein Volksfest, das von den örtlichen Vereinen ausgerichtet wird. Hauptbestandteil ist ein Umzug durch das Dorf und der Auftritt von Chören aus den Nachbardörfern, weshalb das Volksfest bei vielen älteren Barnstorfern auch noch Sängerfest heißt. Bis in die 1980er Jahre dauerte das Volksfest drei, inzwischen nur noch zwei Tage. Lange Zeit feierten die Barnstorfer ihr Volksfest im Saal der Gaststätte Zur Linde. Als die Gaststätte geschlossen und der Saal in ein Wohnhaus umgebaut wurde, mieteten die Vereine zunächst ein Festzelt an, das auf dem ehemaligen Gänseanger aufgebaut wurde. Seit einigen Jahren dient die alte Vorwerks-Scheune, die sich in privatem Besitz befindet, als Festsaal. Die Chöre für das Volksfest werden vom Männergesangverein Barnstorf eingeladen, der seit 1884 besteht.
Silvestersingen der Kinder
Zu den Traditionen gehört außerdem das Silvestersingen der Kinder. Immer am Silvestermorgen gehen die Barnstorfer Kinder von Haustür zu Haustür, klingeln und beginnen noch bei geschlossener Tür den Vers zu singen: 
Ich bin ein kleiner König. Gebt mir nicht so wenig.
Lasst mich nicht so lange stehn, ich muss noch'n Häuschen weitergehn.
Prost Neujahr!
Anschließend bekommen sie Süßigkeiten oder Geld in die Hand gedrückt.
Osterfeuer
Das Osterfeuer entzünden die Barnstorfer am Ostersonntag auf dem Großen Berg östlich des Dorfes. Von dort aus hat man einen weiten Blick auf das Dorf und auf die anderen Osterfeuer in der Umgebung. 2013 und 2014 wurde das Feuer an anderen Plätzen der Barnstorfer Feldmark entzündet. Als der Landkreis Wolfenbüttel aber darauf hinwies, dass der alte Osterfeuerplatz, wenn er längere Zeit ungenutzt bleiben sollte, zum Landschaftsschutzgebiet umgewidmet würde, veranstalteten die Barnstorfer das Osterfeuer wieder an seinem angestammten Platz.
Weitere Vereine
Als Sportverein hat sich 1947 der TSV Barnstorf gegründet. Seine Fußballer spielen im FC Süd-Elm. Als weitere Vereine im Dorf gibt es die Freiwillige Feuerwehr und die evangelische Frauenhilfe.